# Pedaliodes simpla
Pedaliodes simpla är en fjärilsart som beskrevs av Otto Thieme 1905. Pedaliodes simpla ingår i släktet Pedaliodes och familjen praktfjärilar. Inga underarter finns listade i Catalogue of Life.